# Ahuachapán (departement)
Ahuachapán je název jednoho ze salvadorských departementů. Rozprostírá se v západní části státu. Na severu sousedí s departementem Santa Ana, na východě se Sonsonate, na západě s Guatemalou, na jihu je vymezen pobřežím Tichého oceánu. Jeho hlavním městem je stejnojmenný Ahuachapán, od San Salvadoru vzdálený přibližně 100 km.
Hlavní ekonomická aktivita depertementu spočívá v zemědělství - pěstuje se zde např. kávovník, cukrová třtina, fazole a jiná zelenina a ovoce. Nachází se jedna ze dvou salvadorských geotermálních elektráren.

## Správní členění
Od roku 2024 sestává departement ze 3 obcí (španělsky municipios), které se dále dělí do 12 obecních distriktů.
- Ahuachapán Norte
  - Distrito de Atiquizaya
  - Distrito de El Refugio
  - Distrito de San Lorenzo
  - Distrito de Turín
- Ahuachapán Centro
  - Distrito de Ahuachapán
  - Distrito de Apaneca
  - Distrito de Concepción de Ataco
  - Distrito de Tacuba
- Ahuachapán Sur
  - Distrito de Guaymango
  - Distrito de Jujutla
  - Distrito de San Francisco Menéndez
  - Distrito de San Pedro Puxtla